# Žipov
Žipov é um município da Eslováquia, situado no distrito de Prešov, na região de Prešov. Tem 7,64 km² de área e sua população em 2018 foi estimada em 299 habitantes.

## Demografia
| Ano:        | 1994 | 2004   | 2014    | 2024   |
| ----------- | ---- | ------ | ------- | ------ |
| Broj ljudi: | 261  | 249    | 293     | 287    |
| Razlika:    |      | -4,59% | +17,67% | -2,04% |

| Ano:               | 2023 | 2024   |
| ------------------ | ---- | ------ |
| Número de pessoas: | 289  | 287    |
| Diferença:         |      | -0,69% |